# Sonstiges
Unter Sonstiges (auch Verschiedenes, Vermischtes, Miscellanea) werden bei der Klassifizierung Dinge eingeordnet, die nicht in die normalen Kategorien eines Kategorienschemas passen.
Verwendet wird der Begriff beispielsweise als Kapitelüberschrift für Inhalte in Büchern, Zeitungen oder anderen Publikationen, die keiner anderen Rubrik zuzuordnen sind.
Eine Abhandlung von Inhalten unter „Sonstiges“ kann darauf zurückzuführen sein, dass
- eine eigene Kategorie nach den Kriterien des vorgegebenen Systems zu spärlich besetzt würde,
- die Zuordnung zu mehreren Hauptkategorien möglich wäre.

Wird die Mächtigkeit der Sammelkategorie „Sonstiges“ im Vergleich zu den normalen Kategorien zu groß, sollte klassischerweise das Kategorienschema überarbeitet werden. Unspezifische Kategorien führen in der Regel zu einer Verwässerung der Klassifikation und zu einer zu niedrigen Trefferquote bei Stichwortsuchen, da der Anteil von falsch negativen Treffern steigt. Es gibt jedoch auch die Meinung, dass die klassischen – in der Regel monohierarchischen – Ordnungssysteme überholt sind und alles unter  „Sonstiges“ eingeordnet werden kann, da in digitalen Erschließungssystemen ein Ding problemlos mehreren Kategorien zugeordnet werden kann. Eine Alternative zu diesen Ordnungssystemen und ein Hilfsmittel gegen zu groß werdende Sammelkategorien stellen somit semantische Netze oder ähnliche Polyhierarchien dar, die Mehrfachverschlagwortung von vornherein nicht ausschließen.